# Haloplaca
Haloplaca is een geslacht van schimmels uit de familie Teloschistaceae. De typesoort is Haloplaca britannica.

## Soorten
Volgens Index Fungorum telt het geslacht drie soorten (peildatum december 2023):
| Soortnaam            | Auteur(s)                                        | Publicatiejaar |
| -------------------- | ------------------------------------------------ | -------------- |
| Haloplaca britannica | (R. Sant.) Arup, Frödén & Søchting               | 2013           |
| Haloplaca sorediella | (Arup) Arup, Frödén & Søchting                   | 2013           |
| Haloplaca suaedae    | (O.L. Gilbert & Coppins) Arup, Frödén & Søchting | 2013           |